# Quintessence (groupe)
Pour les articles homonymes, voir Quintessence.
Quintessence est un groupe britannique de musique psychédélique, originaire de Notting Hill, Londres, en Angleterre.

## Histoire
Le groupe est formé en avril 1969 à Notting Hill, Londres, par Ronald « Raja Ram » Rothfield (flûte, violon, percussion), Phil Jones « Shiva Shankar » (chant, clavier, percussion), « Sambhu Baba » (basse, guitare), Dave « Maha Dev » Codling (guitare, sitar), Allan Mostert (guitare), et Jake Milton (batterie, percussion).
Ils répètent au All Saints Hall qui sera reconverti en église près de Portobello Road et enregistrent trois albums pour Island Records entre 1969 et 1971, et deux autres albums en 1972 pour RCA,. Le premier des deux derniers albums, Self, fait participer le groupe en live à l'Exeter University, le 11 décembre 1971, en face B. Le 18 septembre 1971, Quintessence joue un concert de charité pour le Bangladesh à l'Oval de Kennington. Ils jouent aux côtés de The Who, Mott the Hoople, Lindisfarne, Atomic Rooster, The Grease Band, et America.
Ce groupe avait la particularité d'avoir une très forte influence de la musique spirituelle orientale, dans la mouvance hippie et avait un guru avec eux (Swami Shri Ambikananda). Leurs disques sont métissés avec des chants spirituels indiens (bhajan), du sitar et des tabla. Précurseur des musiques du monde et de la fusion jazz, leurs albums sont inclassables et font du prosélytisme pour toutes les religions. Ils participent au Montreux Jazz Festival en 1971.
Après 1972, quelques membres vont former le groupe Kala. Le groupe se sépare en 1980. En 2010, le nouveau Quintessence de Maha Dev' est incité à jouer au 40th Anniversary Glastonbury Festival.

## Membres
- Sambhu Babaji - basse (1969-1980)
- Jake Milton - batterie, percussions (1969-1980)
- Allan Mostert - guitare solo (1969-1980)
- Raja Ram - flute, percussion (1969-1980)
- Maha Dev - guitare rythmique (1969-1972, 2010)
- Phil Shiva Jones - chant, claviers, percussions (1969-1972, 2010)

## Discographie
- 1969 : In Blissful Company
- 1970 : Quintessence
- 1970 : Dive Deep
- 1971 : Self
- 1972 : Indweller
- 1972 : Quintessence Live
- 1993 : Epitaph for Tomorrow
- 2017 : Move into the Light: The Complete Island Recordings 1969-1971[8]